# Зудрих, Карл
Карл Зудрих (нем. Karl Sudrich, 7 октября 1895 — 18 сентября 1944) — австрийский фехтовальщик, призёр чемпионата мира.

## Биография
Родился в 1895 году в Ходшайне. В 1931 году завоевал бронзовую медаль Международного первенства по фехтованию в Вене (в 1937 году Международная федерация фехтования задним числом призналавсе прошедшие ранее Международные первенства по фехтованию чемпионатами мира). В 1936 году принял участие в соревнованиях по фехтованию на саблях и рапирах на Олимпийских играх в Берлине, но неудачно.
Во время Второй мировой войны воевал в вермахте. В 1944 году скончался в военном госпитале.